# Psychrophrynella illimani
Psychrophrynella illimani är en groddjursart som först beskrevs av De la Riva och Padial in De la Riva 2007.  Psychrophrynella illimani ingår i släktet Psychrophrynella och familjen Strabomantidae. IUCN kategoriserar arten globalt som akut hotad. Inga underarter finns listade i Catalogue of Life.